# 1991 EB

1991 EB

1991 EB är en asteroid i huvudbältet som upptäcktes den 7 mars 1991 av de båda japanska astronomerna Seiji Ueda och Hiroshi Kaneda i Kushiro.
Asteroiden har en diameter på ungefär 5 kilometer.